# 何泉裕
何泉裕（？—？），陕西大兴人，清朝政治人物。捐纳出身。
道光十五年七月，擔任清朝廣東省潮州府豐順縣知縣。后由王棨棻接任。